# Raión de Rahachow
Rahachow (en bielorruso: Рагачоўскі раён) es un raión o distrito de Bielorrusia, en la provincia (óblast) de Gómel. Su capital es Rahachóu.
Comprende una superficie de 2 072 km².

## Demografía
Según estimación 2010 contaba con una población total de 60 933 habitantes.

## Subdivisiones
Comprende la ciudad subdistrital de Rahachóu (la capital) y los siguientes 17 consejos rurales:
- Aziarany
- Balotnia
- Hadzílavichy
- Haradzets
- Dvarets
- Dousk
- Zhurávichy
- Zábalatse
- Zapole
- Zbaróu
- Zvanets
- Kistsianí
- Kurhane
- Póbalava
- Staroye Sialó
- Stoupnia
- Tsíjinichy